# Andrzej Szewczyk

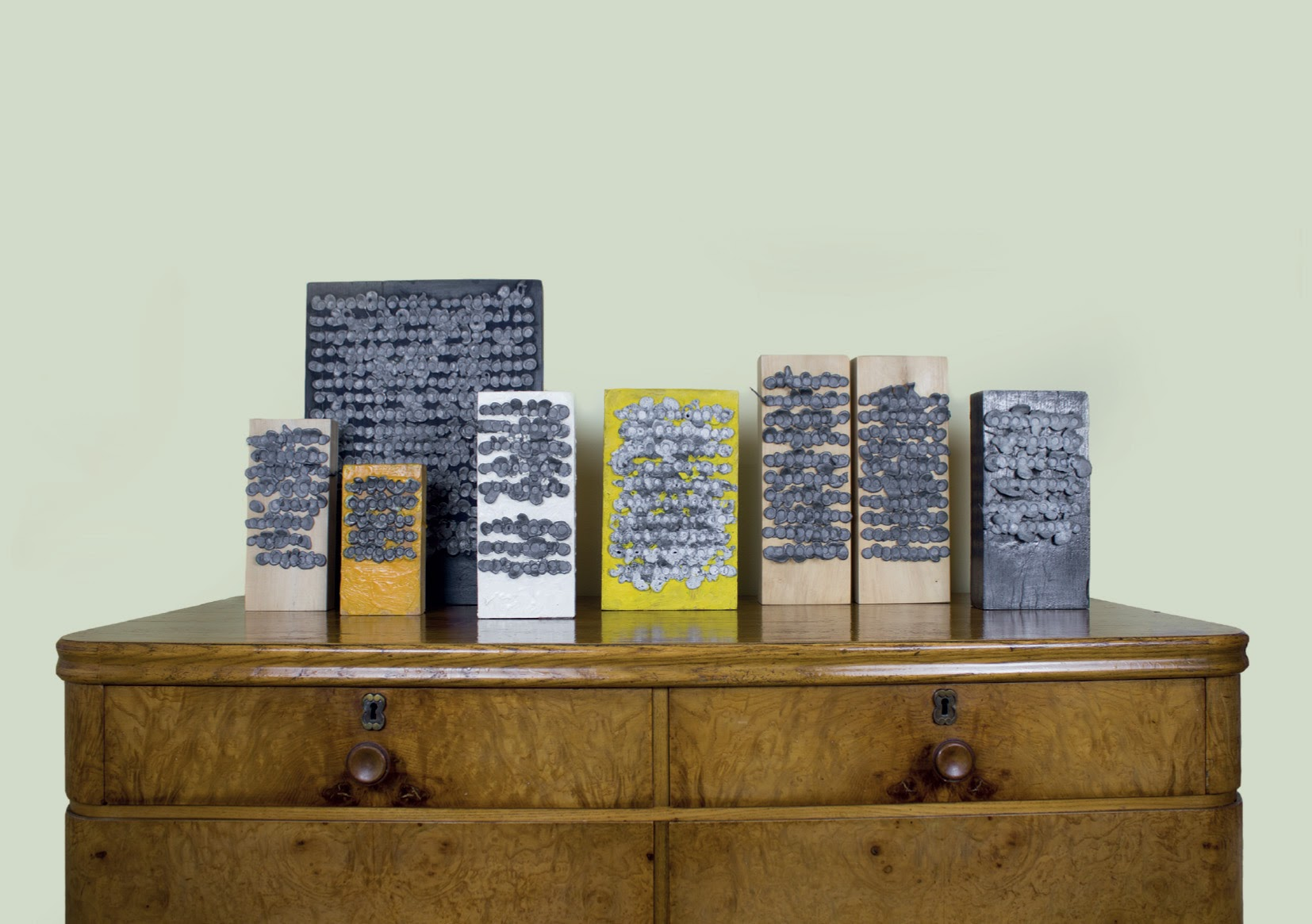
Ausgewählte Künstlerwerke

Andrzej Szewczyk (* 16. März 1950 in Szopienice; † 29. September 2001 in Cieszyn) war ein polnischer Maler und Bildhauer.
Szewczyk studierte Kunsterziehung an der Schlesischen Universität in Cieszyn. Er lebte und arbeitete für den Rest seines Lebens in dem nahe gelegenen Dorf Kaczyce Górne. In seinen Arbeiten strebte er nach einer „Neutralisierung der Malerei“, die er häufig in umfangreichen Werkzyklen mit ungewöhnlichen Techniken verfolgte. So entstanden in den 1970er Jahren Gemälde auf Spiegeln oder bedruckten Brettern, darunter der Zyklus Malarstwo obrazu ujednolicone z malarstwem ściany in Zusammenarbeit mit Tomasz Wawak (1974).
Bei seiner ersten Ausstellung in der Warschauer Galeria Foksal, der er seit 1977 verbunden war, zeigte er mit Malowidła z Chłopów Arbeiten, die im Maßstab 1:1 die einfachen geometrischen Einteilungen an Fischerhäusern im Dorf Chłopy bei Mielno darstellten. Unter einem Motto von Stéphane Mallarmé bedeckte er 1981 den Boden der gesamten Galeria Foksal mit Farbstiften.
Der Zyklus Pomniki listów F. Kafki do F. Bauer (1981–1984), bestand aus mit Bohrungen versehenen Eichenklötzen, die mit Blei ausgegossen wurden. In ähnlicher Technik entstand Diariusze (1981–1983). In der Installation Biblioteka - bazylika (1989) stapelte er mit Bleistempeln versehene Eichenbretter auf einer Salzschicht, so dass die Form einer Basilika mit erhöhtem Mittelschiff und niedrigeren Seitenschiffen entstand. Ebenfalls in  der Galeria Foksal fand 1989 seine Ausstellung To była przyszłość oceanu, a to jest twoja przeszłość statt. Eine seiner letzten Holz-und-Blei-Arbeiten war Biblioteka - tydzień (1991–2000) in der Tische die Tage einer Woche darstellten.
In dem Manuskrypt alchemiczny (1981–1983) brachte Szewczyk Zeichnungen auf den Seiten einer deutschsprachigen chemischen Enzyklopädie auf. 1992 schuf er die Serie Ontografia auf Papier aus den 1920er Jahren. In Werken wie Słownik (1994) arbeitete er mit Büchern, die er in Wachs oder Blei versenkte.
Szewzyks Werke wurden in mehr als 30 Einzelausstellungen und zahlreichen Gruppenausstellungen gezeigt und fanden Aufnahme in der Sammlung für zeitgenössische Kunst des Oberschlesischen Museums in Bytom, das ihm 2007 zwei Ausstellungen (Andrzej Szewczyk. Prace z kolekcji sztuki współczesnej Muzeum Górnośląskiego und Andrzej Szewczyk. Malowidła z Chłopów) widmete.